# SvalRak

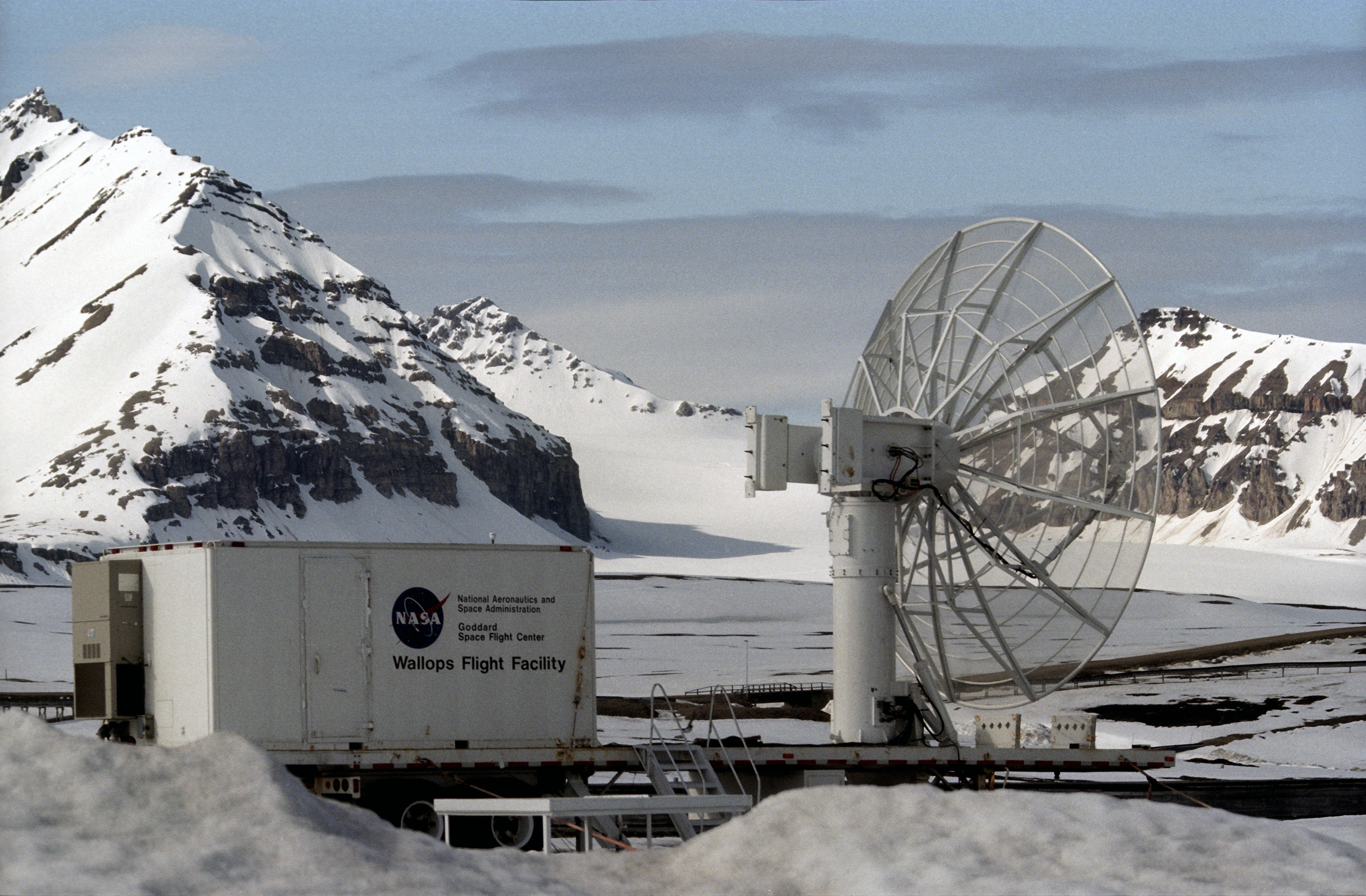
La Nasa fait partie des organisations qui ont utilisé le site de lancement SvalRak à Ny-Ålesund

SvalRak (Svalbard Rakettskytefelt) est une base de lancement de fusées sondes située près de Ny-Ålesund au Spitzberg au large de la Norvège. Le site, mis en service en 1997, est particulièrement bien placé pour le lancement de fusées-sondes destinées à étudier le champ magnétique terrestre dans les régions polaires. SvalRak est gérée par la base de lancement norvégienne d'Andøya.